# 田中仁
田中 仁（たなか ひとし、1963年1月25日 - ）は、日本の実業家。群馬県前橋市出身。
株式会社ジンズホールディングス代表取締役CEO、株式会社ジンズ取締役、株式会社ジンズノーマ代表取締役社長。
オイシックス・ラ・大地株式会社社外取締役、前橋工科大学客員教授、慶應義塾大学SFC研究所上席所員。群馬県内の地域活性化活動を目的とする、田中仁財団代表理事。

## 略歴

### 幼少期から学生時代まで
群馬県前橋市の利根川と赤城山を望むのどかな田園風景のもとで幼少期を過ごす。小さな頃は、クワガタムシやカブトムシを捕まえることに夢中になり、たくさん捕まえるために他の子どもたちが行かないような危険場所へ行くなど腕白な少年であった。
学生時代は、興味がないことには全く努力しないが、興味があることには夢中になる少年だった。母の実家が事業を営んでいたことに加え、田中仁が中学生の時に父が起業。事業家であった両親の影響を受け、学生時代から起業への夢を抱くようになり“自分は商売の道へ進もう”と決心した。

### 就職から起業まで
経営のノウハウを学ぶため、前橋信用金庫（現しののめ信用金庫）に就職。そこで自ら担当ではなかったが、資金繰りで行き詰まり、夜逃げをしたり、自ら命を絶つ社長もいたことなどから商売の厳しさや現実を痛感。「それでも起業したいか」と自分自問し続けた。大晦日の夜、預金を依頼に行った取引先で顧客に 「大晦日に金をせびりに来るなんて、お前は物乞いか」と言われたことをきっかけに起業を決意。当時の悔しい経験が、ハングリー精神につながったと語っている。
1987年に24歳で雑貨の製造・卸売業を本業とする「ジンプロダクツ」を立ち上げ、 翌年に有限会社「ジェイアイエヌ」（現 株式会社ジンズホールディングス）を設立した。一時は在庫の山を抱えて資金繰りにも苦しむも無借金経営で成長し、2000年に眼鏡商材に巡り合う。友人と韓国を訪れた際、１本3,000円ほどで売られていた安い眼鏡を友人が喜んで買っているのをみて、帰国後に日本で眼鏡は3万円くらいが主流で、高い、手元に届くまで時間がかかるなど、様々な課題があることに気づいた。フレームメーカー、レンズメーカー、取り次ぎ業者や販売店など、分業されていた眼鏡の製造から販売を、自社で企画開発、製造、販売すれば、価格を大幅に下げられるはずだと参入した。
2001年4月、福岡市の中心である天神にジェイアイエヌ初の眼鏡販売店「JIN' S天神店」を開く。話題となり開店直後は盛況となるが、同価格帯のメガネ店が急増して業績が伸び悩む。安価で優れたデザインの眼鏡を発売するとファッションの眼鏡としてブランドは成長、5年で大証ヘラクレス（現JASDAQ）に株式上場した。

### 経営者としての転機
同業各社が類似業態を相次ぎ開店し、新業態の店舗も不振で業績は急降下し、リーマン・ショックも重なり、株価は50円を下回った。外資系証券会社からファーストリテイリングの柳井正会長兼社長を紹介され、2008年12月24日に面会。雑談もなくはじまった鋭い質問に圧倒され「志のない会社は、継続的に成長できない」という柳井の言葉に影響を受けた。2009年1月7日に新たなビジョン・戦略策定のため役員らが熱海で合宿し、「メガネをかけるすべての人に、よく見える×よく魅せるメガネを、史上最低・最適価格で、新機能・新デザインを継続的に提供する」 戦略を策定する。
レンズ追加料金なしの料金体系「NEWオールインワンプライス（史上最低・最適価格）」と、新開発した軽量メガネフレーム「Air-frame」を合わせて発表し、大規模な広告費を投じた。「Air-frame」は発売当初から7万本を発注受け、2022年には累計販売本数2,200万本を超えた。また、パソコン用のメガネ「JINS PC（現JINS SCREEN）」など新商品を発売してV字回復の原動力となった。花粉症対策メガネ「JINS 花粉 CUT（現JINS PROTECT）」、目の乾燥から守る保湿メガネ「JINS MOISTURE（現JINS PROTECT MOIST）」、集中力を計測する「JINS MEME」、など新商品が多い。
- 2010年、優れた起業家を表彰する「Ernst＆Young ワールド・アントレプレナー・オ ブ・ザ・イヤー」で大賞を受賞し、 日本代表としてモナコ世界大会に出場した[19]。
- 2012年、慶應義塾大学大学院政策・メディア研究科で経営を学び修士課程を修了した。
- 2013年、株式会社ジェイアイエヌを東京証券取引所第一部に上場[20] し、群馬県や前橋市の地域活性化を目的に田中仁財団を設立し、前橋まちなか研究室の開設や群馬イノベーションアワードの実行委員長を務める[5]。
- 2014年、従業員の給与を平均で10.2パーセント引き上げ大規模に社内改革した。広告宣伝費を削減して給与に引き当てた[8]。
- 2017年、株式会社ジェイアイエヌが株式会社ジンズに商号を変更した。
- 2019年、ホールディングス体制に移行、社名をジンズホールディングスに変更、JINS事業をジンズジャパンが継承。
- 2021年5月、社外取締役を務めていたバルミューダの株式買い付けにおいて、事前申請し株式取得の承認を得ていたが誤って承認期間前日に買い付けを行う。自ら5月から10月までの月額報酬を全額返上し、翌12月24日付けで社外取締役を辞任[21]。
- 2021年10月、 優れた戦略で高収益を実現している企業を表彰する「ポーター賞」を受賞[22]。
- 2022年9月、全国展開する小売業でもほとんど例がない時給改定を発表。全国で働く準社員・パート従業員のベース（最低）時給を東京水準で全国一律化[23]。
- 2023年9月、店舗正社員の基本給および年間の休暇休日数を業界最高水準へ改定。
- 2024年4月、店舗正社員の基本給を前期比で最大13.9％増へ改定。

## 人物

### ビジョン
経営者として大切にしていることは「本気は自分への投資」という姿勢。会社の危機を乗り越えた自らの経験を「ビジョンを掲げたことで、霧の中から抜け出し、視界が開けたことで、進むべき道が明確になった」と語っている。

### ビジネスに対する考え方
商売を伸ばしたいと思ったら、商売そのものを伸ばすことに注力するよりも、まずは自分自身の考えや価値観といったものの幅が広げていかないと商売は大きくならないと語っている。

## 不祥事
2021年、社外取締役を務めるバルミューダの株式の買い付けにおいて、5月14日〜20日の売買承認期間の前日13日(買付承認後) 正午頃に株式の買い付けを行った。その後、当日24時頃に誤って売買承認期間外に取引を行った旨を申し出、翌14日には東京証券取引所及び証券取引等監視委員会の情報提供窓口に報告。バルミューダは、取引に際して社内規程に基づく承認を取得していること、取引の注文を行った当日中にその旨を当社に申し出ていることから、取引は売買承認期間に関する錯誤によって行われたもので、悪意をもって行われたものではないと判断。会社側は特段の措置は取らなかったが、11月にバルミューダのガバナンスの観点から、5月まで遡り10月までの月額報酬を全額返上、月額基本報酬の100％を11月より5ヵ月減額することが発表された。なお、田中は同年12月24日付けでバルミューダ社の社外取締役を辞任した。

## 社会貢献

### 群馬県の起業家育成事業
2013年、群馬から起業家を育み地域を元気にしようと一般財団法人 田中仁財団を設立した。地域の若者に誰もがチャンスがあることを伝えたいと上毛新聞社と「群馬イノベーションアワード(GIA)」を共催。さらに時代を担う新しい技術、サービスのイノベーションに挑戦する起業家や事業継承者を育成することを目的に「群馬イノベーションスクール(GIS)」を設立した。
2022年、各界のリーダーと接する機会を設けることで、より多くの人に自ら考え行動するリーダーになってもらうことを目的に『群馬リーダーズオープンプラットフォーム（GALOP）』を設立。田中仁自らがファシリーテートし、日本を代表する経営者や起業家、学者、アーティストなどを招いた講演やトークセッションを実施。設立報告を兼ねて開催された会では、前橋市出身で武田薬品工業日本管掌の岩崎真人による講演、田中と岩崎によるトークセッションが行われた。

### 前橋のまちづくり
2015年、前橋市を魅力ある都市にするため、官民共創事業として前橋ビジョン実行委員会をつくり、ドイツ・ミュンヘンのブランドコンサルティング企業KMSに分析、戦略立案、ビジョン制定を委託して市民約3,000人のアンケートを分析した。前橋を「Where good things grow（よいものが育つまち）」として前橋出身のコピーライターの糸井重里が「めぶく。」と名付けた。2016年8月に前橋ヤマダグリーンドームで前橋ビジョン発表会を催した。

### 太陽の会
田中を発起人に前橋ビジョン「めぶく。」を推進すべく地元企業有志が集まり、前橋の資産となるものに見返りを求めず投資する。会員企業は、その純利益の1％パーセント、最低100万円、を前橋発展のために毎年寄付をする。第一回事業は岡本太郎「太陽の鐘」を広瀬川河畔に誘致した。
太陽の鐘は、1966年に日本通運株式会社が静岡県に開設したレジャー施設内に創設されたが、1999年に閉鎖した後は長らく保存されていた。前橋再生のシンボルを探していた「太陽の会」は、糸井重里を通じてこの作品の存在を知り、修復費用を負担することを条件に、岡本太郎記念館の平野暁臣の協力で前橋市へ寄贈された。
2024年8月2日、任意団体から一般社団法人に移行。会員は23社から56社へ増加。拠出金を一律50万円に改定された。

### SHIROIYA HOTEL
江戸時代から続く前橋の老舗旅館「白井屋旅館」は、1970年代にホテル業へと転換するも中心市街地の衰退により2008年に廃業して取り壊し予定とされていたところ、田中仁財団の活動として2014年に再生プロジェクトを開始。2020年12月12日に白井屋ホテルとして開業した。大改修と新棟建設は建築家の藤本壮介が設計、共用部分のアートワークはアーティストのレアンドロ・エルリッヒ、プロダクトデザイナーのジャスパー・モリソン、建築家のミケーレ・デ・ルッキがスペシャルルームのデザインを手がける。

## 受賞
- 2010年、「第10回 Entrepreneur Of The Year Japan」大賞受賞 日本代表に選出（主催：Ernst&Young）[19]
- 2011年、「第36回経済界大賞」ベンチャー経営者賞受賞（主催：株式会社経済界）[36]
- 2012年、「第5回 日本マーケティング大賞 奨励賞」受賞（主催：日本マーケティング協会）[37]
- 2013年、「DealWatch Awards 2012 Equity Issuer of the Year」受賞（主催：Thomson Reuters）[38]
- 2013年、  紺綬褒章授与
- 2018年、「アントレプレナージャパンキャンペーン」創業機運醸成賞受賞（主催：経済産業省・中小企業庁主催）[39][40]
- 2018年、「イノベーションネットアワード2018」（主催：全国イノベーション推進機関ネットワーク）堀場雅夫賞受賞[41]
- 2021年、「2021年度ポーター賞」受賞（一橋ビジネススクール 国際企業戦略専攻）

## テレビ出演
- 日経スペシャル カンブリア宮殿 どんな人にも役に立つ"メガネ"をつくれ！（2015年4月23日、テレビ東京）[42]

## 著作
- 『振り切る勇気 メガネを変えるJINSの挑戦』（2014年5月23日、日経BP社）ISBN 9784822250195